# Tatie Danielle
Tatie Danielle is een Franse film van Étienne Chatiliez die werd uitgebracht in 1990.

## Samenvatting
Danielle Billard is een bejaarde weduwe die sinds de dood van haar man, kolonel Edouard Billard, in Auxerre samenleeft met Odile, haar nauwelijks jongere huishoudster en meid voor alle werk. Danielle is een kribbige, verzuurde, achterbakse en chagrijnige vrouw met wie Odile het zwaar te verduren heeft. Odile is de kop van Jut op wie Danielle al haar boosaardigheid uitwerkt. Op een dag verplicht Danielle haar huissloof de grote luchter af te stoffen. Odile komt daarbij dodelijk ten val. Haar zachtaardige neef Jean-Pierre is bereid zijn tante in zijn gezin op te vangen door haar een kamer in zijn appartement in Parijs te geven. 
Aanvankelijk heeft haar gastgezin haar geniepig en vals karakter niet door. Maar spoedig gaan de poppen aan het dansen: tante 'Tatie' Danielle grijpt elke gelegenheid aan om haar huisgenoten met haar tiranniek gedoe het leven zuur te maken. Ze laat fijntjes voelen dat ze in haar ogen niets goed kunnen doen. Gaandeweg krijgt de familie de indruk in een nare droom te zijn terechtgekomen. 

## Rolverdeling
| Acteur              | Personage                                              |
| ------------------- | ------------------------------------------------------ |
| Tsilla Chelton      | Tatie Danielle Billard                                 |
| Éric Prat           | Jean-Pierre Billard                                    |
| Catherine Jacob     | Catherine Billard, echtgenote van Jean-Pierre          |
| Laurence Février    | Jeanne Billard, zus van Jean-Pierre                    |
| Isabelle Nanty      | Sandrine Vonnier, de jonge oppaster                    |
| Neige Dolsky        | Odile Dombasle, de oude inwonende meid en huishoudster |
| Mathieu Foulon      | Jean-Marie Billard, de oudste zoon                     |
| Gary Ledoux         | Jean-Christophe 'Totoff' Billard, de jongste zoon      |
| Karin Viard         | Agathe, de schoonheidsspecialiste                      |
| Virginie Pradal     | mevrouw Lafosse                                        |
| Patrick Bouchitey   | de bedelaar                                            |
| Marina Tomé         | de conciërge                                           |
| Évelyne Didi        | de vrouw in de bus                                     |
| Jacqueline Dufranne | mevrouw Ladurie                                        |
| Dominique Mac Avoy  | mevrouw Lemoine                                        |
| Frédéric Rossif     | de man op de bank bij de eenden                        |